# Daniel Rickardsson
Jan Olof Daniel Rickardsson (Njutånger, 15 de marzo de 1982) es un deportista sueco que compite en esquí de fondo.
Participó en dos Juegos Olímpicos de Invierno, obteniendo en total tres medallas, oro en Vancouver 2010, en la prueba por relevos (junto con Anders Södergren, Johan Olsson y Marcus Hellner), y oro y bronce en Sochi 2014, en el relevo (con Lars Nelson, Johan Olsson y Marcus Hellner) y en los 15 km, respectivamente.
Ganó cuatro medallas en el Campeonato Mundial de Esquí Nórdico entre los años 2011 y 2017.

## Palmarés internacional
| Juegos Olímpicos   | Juegos Olímpicos       | Juegos Olímpicos  | Juegos Olímpicos |
| Año                | Lugar                  | Medalla           | Prueba           |
| ------------------ | ---------------------- | ----------------- | ---------------- |
| 2010               | Vancouver (Canadá)     | Medalla de oro    | Relevo 4 × 10 km |
| 2014               | Sochi (Rusia)          | Medalla de oro    | Relevo 4 × 10 km |
| 2014               | Sochi (Rusia)          | Medalla de bronce | 15 km            |
| Campeonato Mundial |                        |                   |                  |
| Año                | Lugar                  | Medalla           | Prueba           |
| 2011               | Oslo (Noruega)         | Medalla de plata  | Relevo 4 × 10 km |
| 2013               | Val di Fiemme (Italia) | Medalla de plata  | Relevo 4 × 10 km |
| 2015               | Falun (Suecia)         | Medalla de plata  | Relevo 4 × 10 km |
| 2017               | Lahti (Finlandia)      | Medalla de bronce | Relevo 4 × 10 km |